# Liste der deutschen Botschafter in Indonesien
Die Liste der deutschen Botschafter in Indonesien enthält alle Botschafter der Bundesrepublik Deutschland und der Deutschen Demokratischen Republik in Indonesien.

## Bundesrepublik Deutschland
Sitz der Botschaft ist in Jakarta. Der deutsche Botschafter ist seit 2002 außerdem für Osttimor doppelakkreditiert.

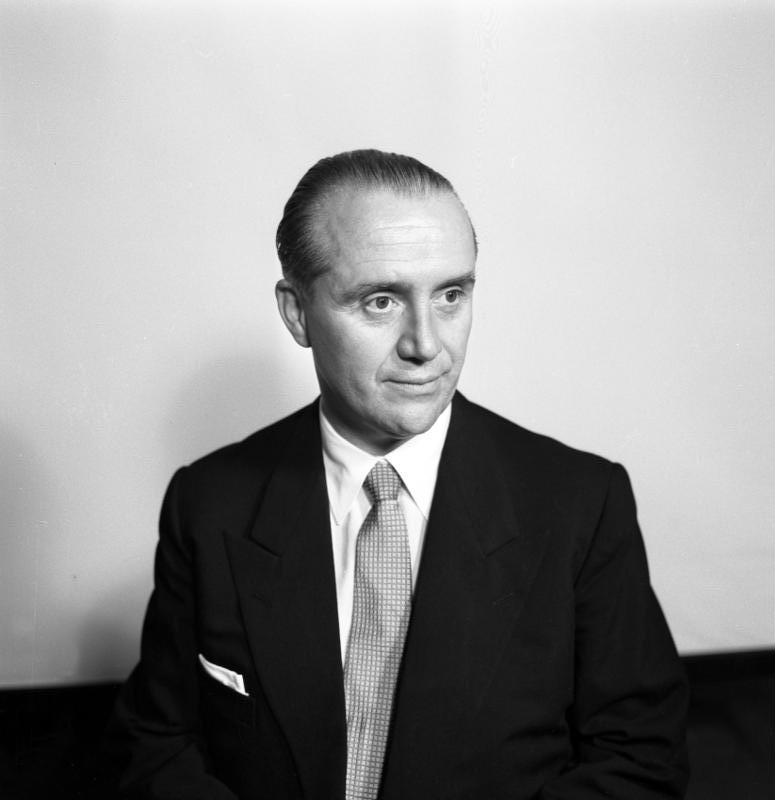
Kurt Luedde-Neurath (1958)

| Name                                  | Amtszeit  |
| ------------------------------------- | --------- |
| Werner Otto von Hentig                | 1952–1954 |
| Helmut Allardt                        | 1954–1958 |
| Dietrich Freiherr von Mirbach         | 1959–1963 |
| Gerhart Weiz                          | 1963–1964 |
| Luitpold Werz                         | 1964–1966 |
| Kurt Luedde-Neurath                   | 1966–1968 |
| Hilmar Bassler                        | 1968–1970 |
| Richard Balken                        | 1970–1974 |
| Kurt Müller                           | 1974–1977 |
| Günther Schödel                       | 1977–1980 |
| Hans-Joachim Hallier                  | 1980–1983 |
| Helmut Matthias                       | 1983–1987 |
| Theodor Wallau                        | 1987–1991 |
| Karl Walter Lewalter                  | 1991–1994 |
| Heinrich Seemann                      | 1994–2000 |
| Gerhard Fulda                         | 2000–2004 |
| Joachim Broudré-Gröger                | 2004–2006 |
| Paul von Maltzahn                     | 2006–2009 |
| Norbert Baas                          | 2009–2012 |
| Georg Witschel                        | 2012–2016 |
| Michael Freiherr von Ungern-Sternberg | 2016–2018 |
| Peter Schoof                          | 2018–2021 |
| Ina Lepel                             | 2021–2025 |

## Deutsche Demokratische Republik
Das Generalkonsulat wurde Ende 1972 in eine Botschaft umgewandelt.
| Name                 | Amtszeit  | Anmerkungen                             |
| -------------------- | --------- | --------------------------------------- |
| Helmut Kindler       | 1954–1958 | Leiter der Kammervertretung             |
| Walter Hochmuth      | 1958–1959 | Leiter der Handelsvertretung            |
| Gottfried Lessing    | 1959–1960 | Handelsrat, Lt. d. Handelsvertretung    |
| Kurt Nier            | 1960–1962 | Generalkonsul, Lt. d. Generalkonsulates |
| Gustav Hertzfeld     | 1962–1965 | Generalkonsul, Lt. d. Generalkonsulates |
| Wolfgang Bayerlacher | 1965–1969 | Generalkonsul, Lt. d. Generalkonsulates |
| Peter Stockmann      | 1969–1972 | Generalkonsul, Lt. d. Generalkonsulates |
| Peter Stockmann      | 1973      | Botschafter                             |
| Günter Gahlich       | 1973–1977 | Botschafter                             |
| Eberhard Feister     | 1978–1982 | Botschafter                             |
| Werner Peters        | 1982–1986 | Botschafter                             |
| Siegfried Kühnel     | 1986–1990 | Botschafter                             |